# Het teken van de vier
Het teken van de vier (originele titel The Sign of the Four) is een Britse detective-roman uit 1890, geschreven door Arthur Conan Doyle. Het is de tweede roman over het personage Sherlock Holmes.

## Publicatiegeschiedenis
Doyle kreeg de opdracht voor het verhaal op 30 augustus 1889, tijdens een diner met Joseph M. Stoddart, de uitgever van Lippincott's Monthly Magazine. Hij wilde graag een Britse editie van het tijdschrift opzetten, met verhalen van Britse auteurs. Ook aanwezig was Oscar Wilde, die het verhaal Het portret van Dorian Gray schreef voor de editie van juli 1890.
Het verhaal verscheen voor het eerst in de editie van februari 1890 van Lippincott's Monthly Magazine onder de titel The Sign of the Four. In de maanden erop werd het verhaal een paar keer opnieuw afgedrukt in Britse tijdschriften. Hierbij werd de titel vaak veranderd naar The Sign of Four (zonder “the”).
Het verhaal verscheen in oktober 1890 in boekvorm, uitgegeven door Spencer Blackett.

## Verhaal
Het verhaal speelt zich af in 1887 of 1888, en draait deels om de Verenigde Oostindische Compagnie en de Muiterij van Sepoy.
Aan het begin van het verhaal is Sherlock Holmes al enige tijd zonder zaak; bij gebrek aan denkwerk gebruikt hij nu driemaal daags cocaïne, tot ergernis van zijn huisgenoot Dr. Watson. Precies op de dag dat Watson er iets van zegt worden ze benaderd door Miss Mary Morstan, die hun vraagt mee te helpen met de zoektocht naar haar vader. Hij was officier in India, maar is 10 jaar geleden verdwenen toen hij terug zou komen naar Engeland. Een paar jaar daarna trof ze een advertentie in de krant die vroeg om het adres van Miss Morstan; toen zij reageerde werd er een parel bij haar bezorgd, van een anonieme afzender. De afgelopen zes jaar werd er steeds een nieuwe parel opgestuurd. Nu heeft zij echter een brief van de geheimzinnige afzender ontvangen. Dit brengt de drie in contact met Thaddeus Sholto. Van hem vernemen ze dat zijn vader goed bevriend was met Morstans vader en met hem in dezelfde legereenheid diende in India: zij waren officieren in een strafkolonie. Hij vertelt echter ook dat beide mannen dood zijn en dat er een schat in het spel is. Miss Morstan beschikt inderdaad over een soort geheimzinnige kaart, gevonden in de bagage van haar vader toen hij verdween. De kaart bevat onderin een vreemd teken: vier aan elkaar grenzende kruizen, met daaronder vier namen - waarvan drie Indiase en één Britse - en het onderschrift "Het Teken van de Vier". Volgens Sholto was zijn vader elf jaar geleden uit India teruggekomen als een rijk man, maar was hij ook opvallend bang voor mannen met houten benen. Op zijn sterfbed onthulde majoor Sholto aan zijn zoons dat hij en Morstan ruzie hadden gekregen over de verdeling van de schat, waarop Morstan aan een hartaanval overleden was. Uit angst voor de politie en uit hebzucht had majoor Sholto het lichaam begraven.
Majoor Sholto overleed echter voordat hij zijn verhaal aan zijn zoons Thaddeus en Bartholomew kon voltooien. Majoor Sholto had echter een deel van de schat aan zijn zoons gegeven om aan Miss Morstan te sturen, maar de hebzuchtige Bartholomew was hierop tegen, waarop Thaddeus haar één parel per jaar stuurde. Thaddeus vertelt dat Bartholomew de schat nu heeft gevonden en dat hij haar heeft ingelicht zodat zij haar deel kan opeisen.
Aangekomen in het herenhuis blijkt Bartholomew met een gifpijltje vermoord: op een papier staat het Teken van de Vier geschreven en de schat is verdwenen. Uit sporen in de kamer maakt Holmes op dat er twee daders zijn, die via een dakraam binnenkwamen: een man met een houten been en een kleine, lenige man die de ander ophees. De kleine man heeft bovendien nooit schoenen gedragen, want zijn tenen staan te ver uit elkaar, wat blijkt omdat de man met zijn voet in creosoot is gaan staan. De politie arriveert onder leiding van inspecteur Athelny Jones. Thaddeus wordt meteen ervan verdacht zijn broer te hebben gedood. Alleen Holmes gelooft dit niet. Hij gaat op zoek naar de echte dader, vermoedend dat dit Jonathan Small is, de Britse persoon van het Teken van de Vier.
Met behulp van een speurhond volgt Holmes het spoor van de man met creosoot aan zijn voet. Het spoor loopt echter dood aan de oevers van de Theems, maar de daders blijken een boot genaamd Aurora gehuurd te hebben. De straatkinderen van Baker Street krijgen de opdracht het schip te zoeken. Holmes doet ondertussen wat studiewerk en vermoedt dat Smalls handlanger van de Andamanen afkomstig is.
Na een paar dagen arriveert Athelny Jones in Baker Street, met het bericht dat Holmes hem heeft gevraagd langs te komen. Deze blijkt in vermomming te hebben ontdekt van welke rederij de Aurora komt en wanneer de boot weer vertrekt. Zo slagen Holmes, Watson en de politie erin om de boot op te sporen. Na een lange achtervolging op de Theems wordt Small gearresteerd terwijl zijn metgezel wordt doodgeschoten. De schatkist blijkt tijdens de achtervolging door Small te zijn leeggegooid in de Theems, omdat hij deze aan niemand gunt behalve aan hemzelf en zijn drie vrienden, die nog altijd in een gevangenenkamp zitten.
Small heeft jarenlang in India gediend, waar hij zijn been verloor. Desondanks werd hij tijdens de Muiterij van Sepoy aangesteld als bewaker in Agra, met twee Sikhs. De twee hadden met een derde man het plan opgevat om een rijke koopman, die onder bewaking van de derde man op weg is naar de burcht, te beroven. Small kreeg de keuze voorgelegd om mee te doen en rijk te worden of om vermoord te worden. Hij koos ervoor om zich aan te sluiten bij de bende. De koopman werd gedood en de vier mannen zwoeren voortaan altijd net zoveel in elkaars belang te werken als in dat van henzelf en maakten een kaart met het Teken van de Vier. De Vier vielen echter alsnog door de mand, werden veroordeeld tot levenslange dwangarbeid en belandden in een gevangenenkamp op de Andamanen. Het kamp waarin Small zat stond onder leiding van majoor Sholto en zijn rechterhand kapitein Morstan. Small bood de twee officieren aan dat de Vier de schat met hen zouden delen in ruil voor de vrijheid. Sholto besloot dat hij eerst wilde onderzoeken of de schat echt lag waar Small zei, maar verraadde vervolgens alle anderen door in zijn eentje met de buit aan de haal te gaan. Small bleef achter, maar op een dag redde hij het leven van de inheemse man Tonga, die hem sindsdien trouw diende en van het eiland hielp ontsnappen. In Engeland aangekomen ontdekte Small uiteindelijk dat Bartholomew de schat had ontdekt en plande een inbraak om de schat te stelen. Tonga moest de invalide Small het dak ophijsen, maar schoot tegen Smalls zin eerst Bartholomew dood met een gifpijl.
Nu de zaak is opgelost verdwijnt Small opnieuw achter de tralies. Voor Watson en Mary Morstan is het eerder een opluchting dat de schat verloren is gegaan: nu blijven zij van dezelfde klasse en kunnen zij zich zonder schaamte met elkaar verloven. Holmes laat de politie met alle eer voor het oplossen van de zaak strijken. Zelf voorspelt hij dat hij, nu de zaak is opgelost, al snel weer cocaïne zal gaan inspuiten.

## Vergelijking met het vorige boek
Het teken van de vier vertoont een groot aantal overeenkomsten met het vorige boek. De politie-inspecteur, Athelney Jones, is zo mogelijk nog incompetenter dan zijn eerdere collega's: hij arresteert vrijwel iedere verdachte zo snel hij kan, om vervolgens pas na te gaan of er voldoende bewijs is. Ook nu behandelt Sherlock Holmes een zaak die zijn oorsprong vindt in het buitenland (in het vorige boek de Verenigde Staten en in dit boek India). Ook komt in beide boeken een grote flashback voor die een paar hoofdstukken in beslag neemt, en waarin de moordenaar zijn kant van het verhaal vertelt en niet zozeer de ware booswicht blijkt. Wel bevat dit boek meer aanwijzingen voor de lezer over de achtergrond van de dader. In het vorige boek werd totaal niet duidelijk dat de moordenaar banden had met de Mormonen, totdat dit in de flashback werd onthuld. Een nieuwe onthulling over Holmes' gewoonten is zijn gebruik van drugs zoals cocaïne (destijds legaal in het Verenigd Koninkrijk) tussen zaken door om een stimulans te vinden. Een grote inconsequentie met het vorige verhaal is dat Watson spreekt van een oude wond aan zijn been, terwijl in het vorige boek nadrukkelijk vermeld stond dat hij in zijn schouder geraakt was.

## Bewerkingen
Het teken van de vier is een paar maal bewerkt voor film, tv, en theater:
| Jaar | Titel                                                                | Land                     | Regisseur                    | Holmes-acteur        | Watson-acteur    |
| ---- | -------------------------------------------------------------------- | ------------------------ | ---------------------------- | -------------------- | ---------------- |
| 1913 | Sherlock Holmes Solves the Sign of the Four                          | VS                       | onbekend                     | Harry Benham         | x                |
| 1923 | The Sign of the Four                                                 | VK                       | Maurice Elvey                | Eille Norwood        | Hubert Willis    |
| 1932 | The Sign of the Four                                                 | VK                       | Graham Cutts                 | Arthur Wontner       | Ian Hunter       |
| 1968 | The Sign of the Four                                                 | VK                       | onbekend/BBC                 | Peter Cushing        | Nigel Stock      |
| 1974 | Das Zeichen der Vier                                                 | Frankrijk/West-Duitsland | Jean-Pierre Decourt          | Rolf Becker          | Roger Lumont     |
| 1983 | The Sign of the Four                                                 | VK                       | Desmond Davis                | Ian Richardson       | David Healy      |
| 1983 | Sherlock Holmes and the Sign of Four (animatie)                      | Australia                | Ian Mackenzie, Alex Nicholas | Peter O'Toole (stem) | onbekend         |
| 1983 | Priklyucheniya Sherloka Kholmsa i doktora Vatsona: Sokrovishcha Agry | USSR                     | Igor Maslennikov             | Vasilij Livanov      | Vitali Solomin   |
| 1987 | The Sign of Four                                                     | VK                       | Peter Hammond                | Jeremy Brett         | Edward Hardwicke |
| 2001 | The Sign of the Four                                                 | Canada                   | Rodney Gibbons               | Matt Frewer          | Kenneth Welsh    |
| 2005 | Neekkam (The Move)                                                   | India                    | Biju Viswanath               | onbekend             | onbekend         |